# 네메시스 (소설)
《네메시스 - 복수의 여신》(노르웨이어: Sorgenfri)은 요 네스뵈의 2002년 범죄 스릴러 소설로, '형사 해리 홀레 시리즈'의 네 번째 작품이다. 오슬로에서 터진 은행 강도 사건을 시작으로 과거의 사건들이 떠오르는 구성이다. 대한민국에는 2014년 비채에서 노진선 번역으로 출간되었다. 2010년 에드거상 후보에 올랐다.